# Adèle Denys
 (juillet 2019).
Pour les articles homonymes, voir Denys.
Adèle Denys est une conteuse centenaire du pays gallo, née à Bazouges-la-Pérouse le 24 octobre 1899 et morte à Combourg le 5 janvier 2003,.

## Biographie
Née à Bazouges-la-Pérouse (Ille-et-Vilaine) le 24 octobre 1899 au village de la Poëtevinière, issue de la petite bourgeoisie rurale, la bazougeaise Adèle Denys consacre sa vie à la culture gallèse, contant, jouant, chantant inlassablement pendant des décennies afin de transmettre cette culture ancestrale à l'ombre du renouveau de la culture bretonnante.
Auteur d'un livre de souvenirs paru de manière confidentielle dans les années 1970, Adèle Denys connait un succès commercial et médiatique lors de la réédition de son livre en 1999, par l'éditeur Bernard Hommerie, sous un nouveau titre : Mémoires d'une centenaire. Le succès se poursuit par l'édition d'un second titre écrit dans sa 102e année, centré sur la vie personnelle d'Adèle et de son frère Raphaël, un grand handicapé pour lequel elle s'est courageusement dévouée une partie de sa vie, alternant voyages et séjours bazougeais.
Abandonnant sa maison bazougeaise, l'espiègle nonagénaire vit ses dernières années à la maison de retraite Saint-Joseph de Combourg où elle décède le 5 janvier 2003, sans descendance. Elle préparait alors un troisième livre consacré aux châteaux de son petit pays, livre qui aurait été édité par Kérig. Le journal Ouest-France salue alors son œuvre à sa une.
Celle qui disait malicieusement : « On ne s'attend jamais à vivre aussi vieux... Pourtant cela m'a paru bien court ! » repose désormais à l'ombre de l'église de Bazouges-la-Pérouse.

## Postérité
Une passerelle porte son nom dans le quartier Saint-Martin à Rennes, inaugurée le 18 janvier 2016.

## Œuvres
- Vie et histoires d'autrefois en pays gallo : histoires et contes en parler gallo / Adèle Denys ; textes établis et présentés par J. L. Noget. Rennes : J. L. Noget, 1987, II-208 p.-[16] p. de pl. Texte gallo avec trad. française.
- Mémoires d'une centenaire : aout'fas en pays gallo / Adèle Denys. Gévezé : Kérig, 1999, 335 p. Texte en gallo et en français.  (ISBN 978-2-9514664-1-8)
- Les Carnets d'une centenaire : Raphaël, mon frère / Adèle Denys, 4e couverture ; ill. Jean-François Miniac. Gévezé : Kérig, 2001, 94 p.   (ISBN 978-2-9514664-2-5)